# Чески-Крумлов
Че́ски-Кру́млов (чеш. Český Krumlov, нем. Böhmisch Krummau) — город, расположенный в Южночешском крае Чешской Республики. Является административным центром района Чески-Крумлов и обладает статусом муниципалитета с расширенными полномочиями. Географически город находится на берегах реки Влтаве, что способствовало его историческому развитию как важного торгового и культурного центра региона. В 1992 году исторический центр района Чески-Крумлов был включен в список  Всемирного наследия ЮНЕСКО, что свидетельствует о его исключительной культурной и архитектурной ценности. Город знаменит своим средневековым замком, который доминирует над городской застройкой, а также хорошо сохранившимися улицами и площадями, представляющими образцы средневековой и ренессансной архитектуры. Благодаря этим особенностям, Чески-Крумлов является важным объектом культурного наследия, привлекающим значительный поток туристов и исследователей, интересующихся историей, архитектурой и развитием европейских городских центров.

## История
Строительство города и замка началось в первой половине XIII века, около брода через Влтаву, через который пролегал важный торговый путь в Богемии. Город расположен на обоих берегах Влтавы, образующей в этом месте крутую излучину. Первое документальное упоминание о замке Крумлов датируется 1240 годом. Первоначально городом владел феодальный род Витковичей из Крумлова, а затем родственный ему род Витковичей из Рожмберка (Розенберги). Розенберги (по-чешски — Rožmberkové, Рожмберки) владели Крумловом с 1302 года около 300 лет. Красная роза с фамильного герба этого рода до настоящего времени является частью городского герба Чески-Крумлова.
После пресечения рода Рожмберков (Розенбергов) городом владели императоры Рудольф II (в Крумлове жил безумный сын Рудольфа Юлий Цезарь Австрийский), Фердинанд II, род Эггенбергов и, наконец, род Шварценбергов, который владел замком до 1945 года.
Уже в середине XIII века на правом берегу Влтавы существовало поселение, жителями которого были переселенцы из Баварии и Австрии. На левом берегу Влтавы несколько позже также возникло поселение, называемое Латран (Latrán) (в настоящее время район Латран является частью исторического центра города, охраняемого как объект всемирного культурного наследия). Оба поселения в 1347 году были соединены мостом и образовали город. В 1336 году в Крумлове образован городской совет, в это время в городе получили развитие ремёсла и торговля, укрепления города были усилены строительством новой городской стены.
В 20-х годах XV века в результате реформы городского правления во главе города был поставлен пуркмистр, возглавивший городской совет (раду). Должность пуркмистра в течение месяца в порядке очерёдности занимал один из членов городской рады. Также была введена должность городского бурмистра, исполнявшего полицейские и судебные функции. Кроме того, был учреждён малый городской совет, члены которого именовались городскими старшинами. В городские органы управления избирались, как правило, только состоятельные горожане. В 1494 году Крумлов получил статус и привилегии королевского города. Добыча серебра на окрестных шахтах дала новый толчок развитию экономики города и торговли. В конце XV века Крумловский замок, первоначально выстроенный в готическом стиле, был перестроен итальянскими архитекторами Антонио Эрисера и Бальтазаром Магджи в представительный замок эпохи Возрождения.
Последний владелец замка из рода Рожмберков в 1602 году вынужден был продать его из-за накопившихся долгов императору Рудольфу II.
Во время Тридцатилетней войны город был неоднократно разграблен. По окончании войны много светских и религиозных сооружений были перестроены в стиле барокко.
Город стал частью Австрийской империи в 1806 году и Австро-Венгрии в 1866. В 1910 году в городе проживали 8662 человека, включая 7367 немцев и 1265 чехов. В 1918 году чешские войска заняли город, и он оставался частью Чехословакии до 1938 года. В период с 1938 по 1945, был аннексирован нацистской Германией. После Второй мировой войны немецкоговорящее население было депортировано в Австрию и Западную Германию, и город снова стал частью Чехословакии. 
Во время коммунистического режима Крумлов обветшал и пришёл в упадок, но после Бархатной революции был в большей степени восстановлен и сейчас является одним из самых популярных туристических центров Чехии.

## Достопримечательности и туризм
- Исторический центр города — объект всемирного культурного наследия под охраной ЮНЕСКО.
- Крумловский замок — второй по величине замок в Чехии после Пражского Града, общая площадь сооружений замка (с парком) составляет 10 гектаров. Большинство зданий, входящих в комплекс замка, было построено с XIV по XVII век. Преобладающие архитектурные стили — готический, ренессанс и барокко.
- Плащевой мост построен в 1767 году и представляет собой трёхэтажный переход между жилой частью замка, садом и театром.
- Костёл Святого Вита — заложен в 1340 году в готическом стиле, перестроен в 1407—1439 годах, расписан фресками XV века, главный алтарь реконструирован в 1673—1683 в стиле барокко.
- Костёл Божьего тела (XV век).
- Костёл и монастырь миноритов (XIV—XVII век).
- Ратуша на главной площади исторического центра Крумлова (датируется 1580 годом).
- Музей восковых фигур.
- Театр, где зрительный зал вращается внутри кольцевой сцены.

В замке Крумлова находится театр, выполненный в стиле барокко, законченный в 1766 году, с оригинальными механизмами, стойками и декорациями. Из-за своего возраста театр используется для представлений только три раза в году.
Влтава, протекающая через город, является популярным центром водного спорта, в частности, гребли на каноэ.
В десяти километрах от города расположен один из старейших монастырей в Богемии, Золотая Корона.
В 2004—2005 годах в городе проходила часть съёмок фильма «Хостел».

## Население
| Год  | Численность | Численность |
| ---- | ----------- | ----------- |
| 1869 | 6712        | [ 5 ]       |
| 1880 | 7659        | [ 5 ]       |
| 1890 | 8903        | [ 6 ]       |
| 1900 | 8676        | [ 5 ]       |
| 1910 | 8716        | [ 5 ]       |
| 1921 | 9078        | [ 6 ]       |
| 1930 | 8692        | [ 5 ]       |
| 1950 | 8057        | [ 5 ]       |
| 1961 | 9294        | [ 6 ]       |
| 1970 | 10 430      | [ 5 ]       |
| 1980 | 13 776      | [ 6 ]       |
| 1991 | 14 108      | [ 5 ]       |
| 2001 | 14 443      | [ 6 ]       |
| 2011 | 13 361      | [ 5 ]       |
| 2014 | 13 253      | [ 7 ]       |
| 2016 | 13 160      | [ 8 ]       |
| 2017 | 13 141      | [ 9 ]       |
| 2018 | 13 028      | [ 10 ]      |
| 2019 | 13 085      | [ 11 ]      |
| 2020 | 12 981      | [ 12 ]      |
| 2021 | 12 788      | [ 13 ]      |
| 2022 | 12 461      | [ 14 ]      |
| 2023 | 12 907      | [ 15 ]      |
| 2024 | 12 944      | [ 16 ]      |
| 2025 | 12 797      | [ 3 ]       |

## В культуре
- Крумловская мадонна — полихромная позднеготическая скульптура из известняка Богоматери с младенцем высотой 112 см, созданная неизвестным богемским мастером в конце XIV века и названная по месту обнаружения в городе Чески-Крумлов.
- Чески-Крумлов — родина мельника-обжоры Балоуна, персонажа культового романа «Похождения бравого солдата Швейка».
- Средневековая иллюстрированная рукопись «Liber depictus» (или «Крумловский иллюстрированный кодекс») создана в миноритском монастыре города.
- C 1986 года проводится праздник пятилепестковой розы — средневековый карнавал.
- Знаменитый австрийский художник-экспрессионист Эгон Шиле не раз изображал городские пейзажи Крумау (Чески-Крумлов).

## Города-побратимы
- Ллануртид Уэллс[вд], Великобритания
- Майами-Бич, США
- Сан-Джиминьяно, Италия
- Словень-Градец, Словения

- Хауценберг, Германия